# Oenobotys invinacealis
Oenobotys invinacealis är en fjärilsart som beskrevs av Ferguson 1991. Oenobotys invinacealis ingår i släktet Oenobotys och familjen Crambidae. Inga underarter finns listade i Catalogue of Life.